# Obelophorus terebratus
Obelophorus terebratus là một loài ruồi trong họ Asilidae. Obelophorus terebratus được Macquart miêu tả năm 1850. Loài này phân bố ở vùng Tân nhiệt đới.